# Рега (народ)
Ре́га — народ, принадлежащий к группе банту. Другие названия: варега, барега (самоназвание), лега. Проживают в Заире между озером Киву и рекой Луалаба.
Численность — 400 тыс. человек. Язык кирега. Придерживаются традиционных верований, но есть и христиане. Селятся компактно, деревни обычно вытянуты вдоль дорог или рек.

## Хозяйство
Основные традиционные занятия: сельское хозяйство, преимущественно ручное подсечно-огневое земледелие, речное рыболовство и охота. Выращивают кассаву, батат, бананы, масличную пальму, овощи. Продукты земледелия составляют основной рацион рега — они питаются сырыми и жареными бананами, маниоковыми лепёшками, кашами и похлёбками с пальмовым маслом и острыми специями.
Распространена сезонная работа на плантациях, иногда на промышленных предприятиях, часть рега занята в мелкой торговле.

## Семья
Рега сохранили родо-племенное деление. Основная социальная ячейка — большая семейная община. Счет родства патрилинейный, иногда матрилинейный. Брак патрилокальный.

## Быт и культура
У рега развиты художественные ремёсла — плетение корзин и циновок, резьба по дереву, гончарное дело.
Традиционное жилище у рега прямоугольное, с каркасными стенами и крышей из циновок, листьев пальмы или соломы.
Традиционная одежда (набедренные повязки или передники, сплетенные из трав) не используется.